# Acraea medea
Acraea medea är en fjärilsart som beskrevs av Pieter Cramer 1775. Acraea medea ingår i släktet Acraea och familjen praktfjärilar. Inga underarter finns listade i Catalogue of Life.

## Bildgalleri

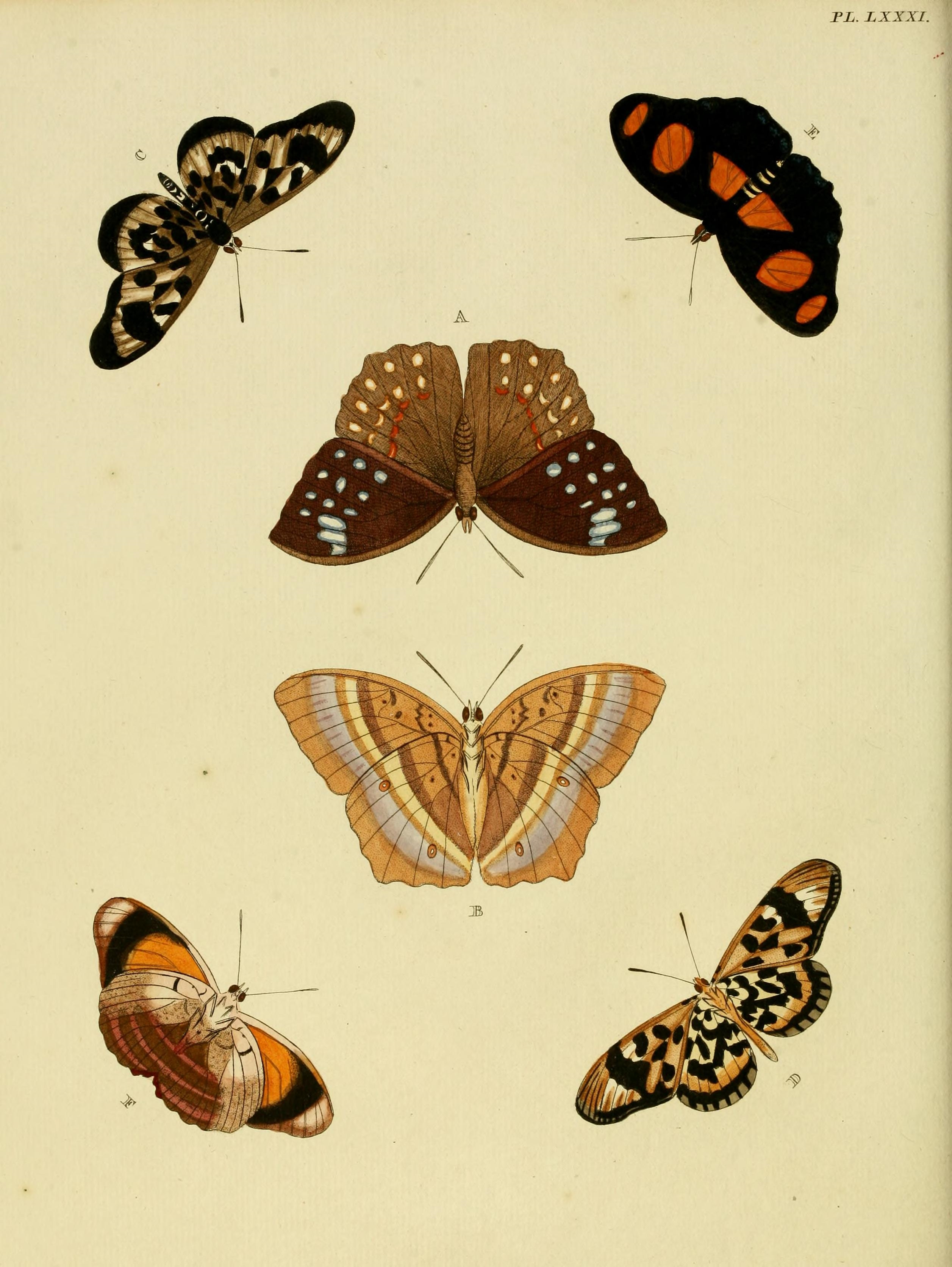